# Dickenschied
Dickenschied település Németországban, Rajna-vidék-Pfalz tartományban. Lakosainak száma 699 fő (2023. december 31.). Dickenschied Womrath, Hecken, Lindenschied, Rohrbach és Gemünden községekkel határos.

## Népesség
A település népességének változása:
| Lakosok száma | 617  | 706  | 695  | 711  | 697  | 699  |
|               | 1975 | 2017 | 2019 | 2021 | 2022 | 2023 |